# 髙木裕平
髙木 裕平（たかぎ ゆうへい、1986年6月23日 - ）は、日本の俳優、声優。香川県高松市出身。

## 人物
JOKO演劇学校卒業。2021年4月1日より劇団昴を退所し、フリーで活動中。
毎週金曜日、自分のyoutubeチャンネルで生配信をしている。
特技はバルーンアート、阿波踊り、料理。

## 出演
太字はメインキャラクター。

### テレビアニメ
- 七つの大罪（2014年 - 2021年、ゴウセル[5][6][7][8][9] / アラン / 人形ゴウセル）- 4シリーズ + 特別編[一覧 1]
- NARUTO -ナルト- 疾風伝（2015年、シラ）
- ハンドレッド（2016年、クロヴァン）
- おしりたんてい（2018年 - 2023年、すずき / すずきビーグル[10]、ビーグロー、べにいもお、ナマズラーメン店員、しゃてきや 他）
- 七つの大罪 黙示録の四騎士（2024年、ゴウセル）

### 劇場アニメ
- 劇場版 七つの大罪（2018年 - 2021年、ゴウセル[11]） - 2作品[一覧 2]
- 映画 おしりたんてい シリーズ（2019年 - 2022年、うさぎ男、シーズー刑事、すずきビーグル） - 3作品[一覧 3]

### OVA
- 七つの大罪（2015年、ゴウセル）
- ベイビーステップ（2015年、観客）

### Webアニメ
- 七つの大罪 怨嗟のエジンバラ（2022年 - 2023年、ゴウセル[12]）

### ゲーム
- 七つの大罪 真実の冤罪（2015年、ゴウセル[13] / アラン）
- オルタンシア・サーガ -蒼の騎士団-（2016年、ゴウセル[14]）
- 戦の海賊（2016年、ゴウセル[15]）
- 逆転オセロニア（2018年、ゴウセル[16]）
- 七つの大罪 ブリタニアの旅人（2018年、ゴウセル[17]）
- 妖怪ウォッチ ぷにぷに（2018年 - 2021年、ゴウセル）
- 七つの大罪 光と闇の交戦〜グランドクロス〜（グラクロ、ゴウセル、人形ゴウセル）
- ファイナルファンタジーVII リメイク（2020年）

### 吹き替え
- 英雄の証明
- ヘンゼル & グレーテル（ベン / ベンジャミン・ヴァルザー〈トーマス・マン〉）
- ラストベガス（若いパディ）

### 舞台
- 劇団昴
  - 劇団昴＋演劇企画JOKO　合同勉強会公演『オセロー』
  - ホワイエリーディング 劇団昴 音楽朗読劇『クリスマス・キャロル』[18]
  - 『石棺―チェルノブイリの黙示録―』 -　研究所員 役
  - ザ・サード・ステージ 第29回公演 畑澤聖悟 新作書き下ろし『イノセント・ピープル』 -　リチャード 役
  - ザ・サード・ステージ LABO公演VOL.3『乙一を読む！』 -　アサト 役
  - ザ・サード・ステージ 第32回公演『BLUE』 -　王子 役

- オフィスワンダーランドラボ
  - 『プルシアンブルー』（2012年5月23日〜27日、サンモールスタジオ）[19]

### シリーズ一覧
1. ↑  第1期（2014年 - 2015年）、特別編『聖戦の予兆』（2016年）、第2期『戒めの復活』（2018年）、第3期『神々の逆鱗』（2019年 - 2020年）、第4期『憤怒の審判』（2021年）
2. ↑  第1作『天空の囚われ人』（2018年）、第2作『光に呪われし者たち』（2021年）
3. ↑  『映画 おしりたんてい カレーなる じけん』（2019年）、
『映画 おしりたんてい テントウムシいせきの なぞ』（2020年）、
『映画おしりたんてい シリアーティ』（2022年）